# Incidente aereo di Mazerolles del 26 agosto 1938
Il 26 agosto 1938 un bombardiere Potez 540 della 36ème Escadre de reconnaissance precipitò a Mazerolles durante la fase di atterraggio di emergenza, con la morte di tutti e quattro i membri dell'equipaggio.

## L'incidente

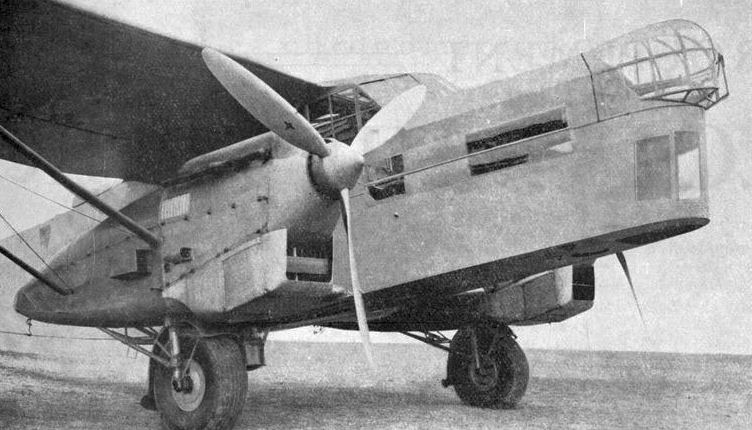
Un Potez 540 sulla pista di atterraggio.

Alle 20:30 del 26 agosto 1938 13 bimotori da bombardamento e ricognizione Potez 540 del Groupe de reconnaissance II/36 (36ème Escadre de reconnaissance) decollarono dall'aeroporto di Pau per una missione di addestramento alla navigazione.  Alle ore 20 le condizioni meteorologiche erano buone, ma peggiorarono rapidamente. I bombardieri dovevano effettuare una missione di addestramento alla navigazione notturna sul percorso Pau-Bordeaux-Tolosa, con ricognizione dell'attività ferroviaria. Mentre erano in volo i messaggi radio trasmessi agli aerei segnalarono il mutamento delle condizioni atmosferiche, con il rapido peggioramento della visibilità, e i bombardieri cercarono di rientrare alla base di partenza. L'aereo del comandante Louchard, che volava senza visibilità a 250 m, scese a una quota inferiore uscendo dalla nebbia e quando vide le luci della strada che arrivava da Bordeaux riuscì ad atterrare alle 01:15.
Il tenente colonnello Charles Marie Fernand Cornillon, comandante della 36ème Escadre de reconnaissance, notò, a 800 m di altitudine, le lunghe strisce longitudinali parallele al gave (corso d’acqua a regime torrentizio nei Pirenei), il piccolo fiume che passava vicino al campo d'aviazione. Un corridoio tra due strisce di terreno gli permise di vedere le luci a terra e atterrò alle 00:30. Il comandante Héraud sorvolò il campo d'aviazione alle 23:07, da uno squarcio poté vedere chiaramente le luci di sud-est del campo così come il faro, ma il resto della pista era coperto nebbia, deviò quindi verso Tolosa dove atterrò senza problemi.
La escadrille di 4 Potez 540 di cui faceva parte il Potez 540 n.136 doveva decollare per suddividersi in due coppie: due aerei dovevano coprire la rotta Pau–Lione–Pau; gli altri due il percorso Pau–Istres–Pau. Alle 18:00, poco prima del decollo, vi fu la riunione degli equipaggio vicino agli hangar dell'Eiffel. Sotto la direzione dell'A/C Lartigue, direttore dell'hangar, gli aerei furono portati fuori per il rifornimento alla pompa del carburante. Nel corso del rientro due aerei della pattuglia virarono per atterrare a Tolosa, mentre gli altri due andarono in avvicinamento all'aeroporto di Pau.
Il Potez 540 n. 136 era pilotato dal comandante Jean Baptiste Bes, un ufficiale veterano, mentre gli altri membri dell'equipaggio erano il maresciallo capo Jean Blanc, il capitano navigatore Henry Jacques Marie Prosper Verrier, e il radiotelegrafista sergente André Charles Marie Josset. Volando nell'oscurità, il comandante Bes sorvolò il campo d'aviazione, e poi il villaggio di Mazerolles (Pirenei Atlantici). Girò in tondo attorno al villaggio, con i motori al minimo, alla ricerca di un posto per atterrare ma, alle 23:52 l'aereo si schiantò contro a zona boschiva vicino a Momas, non lontano da un mulino. L'ala destra colpì un albero, quindi la fusoliera urtò una quercia, per finire in uno stagno dopo aver sradicato quattro querce. L'aereo prese subito fuoco, e i residenti del villaggio, svegliati dall'esplosione, cercarono di soccorrere gli sfortunati aviatori senza successo. Detriti del Potez vennero rinvenuto a più di 70 m dal luogo dell'impatto.
Il secondo aereo, il Potez 540 n. 52, precipitò a Montardon, con la perdita di tutto l'equipaggio.
Il rapporto finale redatto all'epoca dalla Gendarmerie nationale di si concluse con la seguente frase: I due incidenti sono dovuti alle condizioni atmosferiche sfavorevoli. I due incidenti, avvenuti quasi contemporaneamente, ebbero un forte risalto sulla stampa, andando sulla prima pagina di molti giornali. Il prefetto, il capo gabinetto e un commissario speciale ispezionarono i relitti dei due aerei. Una cerimonia funebre ebbe luogo nella chiesa di San-Martin-de-Pau, vicino al Boulevard des Pyrénées, alla presenza del vescovo di Bayonne, monsignor Henri Jean Houbaut, è fu celebrata dall'abate Loustau, veterano di guerra, mentre l'omelia fu tenuta da padre Benjamen Bordachar, ex cappellano militare volontario e superiore del collegio di Bétharram.
I relitti dei due aerei furono successivamente recuperati e demoliti.

### Annotazioni
1. ↑  Bes era rimasto seriamente ferito nel 1926 da una pallottola al petto, durante la rivolta di Drusi, nel Levante. Assegnato in qualità di osservatore dall'aeroplano al 39º Reggimento d'aviazione fu portato indietro dal suo pilota seriamente ferito, sopravvisse e rimase quasi due anni in convalescenza prima di superare il suo esame di pilotaggio nel maggio 1929.
2. ↑  L'ora fu dedotta da un orologio rotto trovato sul corpo di uno dei membri equipaggio, che si era fermato all'ora dello schianto.

### Fonti
1. 1 2 3 4 5 6 7 8 9  Collaveri 2020, p. 32.
2. 1 2 3 4 5 6 7 8 9  Collaveri 2020, p. 34.
3. 1 2 3 4 5 6 7  Aviation Memorial.
4. ↑  Aviation Memorial.